# Dora María Téllez
Dora María Téllez Argüello, també coneguda com a Comandante 2 (Matagalpa, 21 de novembre de 1955) és una historiadora, política, i comandant guerrillera nicaragüenca. Tot just després d'estudiar medicina es va unir al Front Sandinista d'Alliberament Nacional, una organització guerrillera en la qual va assolir el lloc de Comandant del Front Occidental "Rigoberto López Pérez". Després arribà a ocupar el tercer lloc en el comandament durant l'operació del 22 d'agost de 1978, en la qual juntament amb Edén Pastora i Hugo Torres va dirigir la presa del Palau Nacional de Managua durant l'Operació Chanchera, feta que obligà aleshores el govern d'Anastasio Somoza a alliberar 50 presoners sandinistes.
Durant els anys 1990, juntament amb altres ex-sandinistes com Hugo Torres o Sergio Ramirez formà el Movimiento Renovador Sandinista (MRS), de caràcter centrista. Des d'aleshores s'oposà al FSLN i apropà a la dreta i a les operacions dels Estats Units d'Amèrica contra el retorn dels sandinistes al poder, reunint-se periòdicament a l'ambaixada nord-americana a Managua, segons cables diplomàtics nord-americans filtrats per Wikileaks. Als anys 2010, l'MRS havia abandonat totalment el seu suposat compromís amb l'esquerra i es va convertir en un partit de dretes. El 2015, l'MRS va tornar a signar un acord amb el Partit Liberal Independent (PLI) de dreta. El 2018 participà en l'intent de cop impulsat pels Estats Units a Nicaragua, a càrrec d'organitzacions finançades pel govern nord-americà a través de l'agència USAID.
El 2019, Téllez donà suport al cop d'estat de dreta a Bolívia encapçalat per Jeanine Áñez contra Evo Morales. Téllez també va expressar el seu suport a l'autoproclamat president veneçolà a càrrec de Washington Juan Guaidó i l'oligarca de l'oposició d'extrema dreta Leopoldo López, proclamant: "Caminem junts".
El 2020 el MRS canvià el nom a Unión Democrática Renovadora UNAMOS.
L'ex-guerrillera forma part de les diverses figures de l'oposició al govern de Daniel Ortega detingudes al juny del 2021 gràcies a la nova llei 1055 acusades d'haver estat informants de l'ambaixada dels Estats Units durant almenys 15 anys, segons els cables del propi Departament d'Estat nord-americà, i d'intentar sabotejar les eleccions del 7 de neovembre.